# Coor Service Management
Coor (tidigare Coor Service Management) är ett nordiskt servicebolag som levererar, samordnar och utvecklar facility management-tjänster inom:
- Lokalvård
- Fastighetsservice: fastighetsförvaltning, energioptimering och "säkerhetssystem" (t.ex. passerkort, nycklar och liknande)
- Arbetsplatsservice: reception, restaurang, posthantering
- Strategiska rådgivningstjänster inom facility management

Coors tjänster utförs på plats hos en kund, i eller omkring kundens lokaler, fastigheter och/eller anläggningar.
Årsomsättningen 2020 var 9 591 MSEK, och bolaget har cirka 9 000  medarbetare (FTE) i Sverige, Norge, Danmark och Finland.

## Historia
Coor Service Management har funnits sedan 1998 då det knoppades av från Skanska.
År 2000 tog Coor över stora delar av Ericssons interna service management (Facility Management) i samband med den s.k. Telekomkrisen. Detta har beskrivits som en av Nordens största outsourcingaffärer någonsin.
Bolaget köpte servicebolaget Celero av AB Volvo i december 2005 och servicebolaget Addici i december 2012.
År 2007 förvärvades Coor Service Management av Cinven från förra ägaren 3i.
I juni 2015 noterades bolaget på Nasdaq Stockholm.